# Pollimyrus
Genre
Pollimyrus est un genre de poissons d'eau douce africains de la famille des Mormyridae.

## Liste des espèces
Selon World Register of Marine Species (20 novembre 2023) :
- Pollimyrus adspersus (Günther, 1866)
- Pollimyrus brevis (Boulenger, 1913)
- Pollimyrus castelnaui (Boulenger, 1911)
- Pollimyrus cuandoensis Kramer, van der Bank & Wink, 2013
- Pollimyrus eburneensis Bigorne, 1991
- Pollimyrus guttatus (Fowler, 1936)
- Pollimyrus isidori (Valenciennes, 1847)
- Pollimyrus maculipinnis (Nichols & La Monte, 1934)
- Pollimyrus marianne Kramer, van der Bank, Flint, Sauer-Gürth & Wink, 2003
- Pollimyrus nigricans (Boulenger, 1906)
- Pollimyrus nigripinnis (Boulenger, 1899)
- Pollimyrus pedunculatus (David & Poll, 1937)
- Pollimyrus petricolus (Daget, 1954)
- Pollimyrus plagiostoma (Boulenger, 1898)
- Pollimyrus pulverulentus (Boulenger, 1899)
- Pollimyrus schreyeni Poll, 1972
- Pollimyrus stappersii (Boulenger, 1915)
- Pollimyrus tumifrons (Boulenger, 1902)

## Classification
Le nom valide complet (avec auteur) de ce taxon est Pollimyrus Taverne (d), 1971.
Pollimyrus a pour synonymes Pollymirus et Polymyrus à la graphie incorrecte.

## Étymologie
Le nom générique, Pollimyrus, a été donné en l'honneur de l'ichtyologiste belge Max Poll (1908-1991), ami de l'auteur, suivi du suffixe –myrus, propre aux genres de poissons-éléphants, abréviation de Mormyrus, le genre type de la famille des Mormyridae

## Publication originale
- Louis Taverne, « Note sur la systématique des poissons Mormyriformes. Le problème des genres Gnathonemus Gill, Marcusenius Gill, Hippopotamyrus Pappenheim, Cyphomyrus Myers et les nouveaux genres Pollimyrus et Brienomyrus », Revue de Zoologie et de Botanique Africaines, Belgique, vol. 84, nos 1-2,‎ 30 septembre 1971, p. 99-110 (ISSN 0035-1814).